# Australischer Hip-Hop
Australische Hip-Hop-Musik begann in den frühen 1980ern, hauptsächlich von der Hip-Hop-Musik und Kultur aus den USA beeinflusst, importiert durch Radio und TV. Seit den späten 1990ern entstand eine charakteristische lokale Szene und das Genre begann Glaubwürdigkeit in der Alternative und Underground-Musik zu erlangen.

## Geschichte

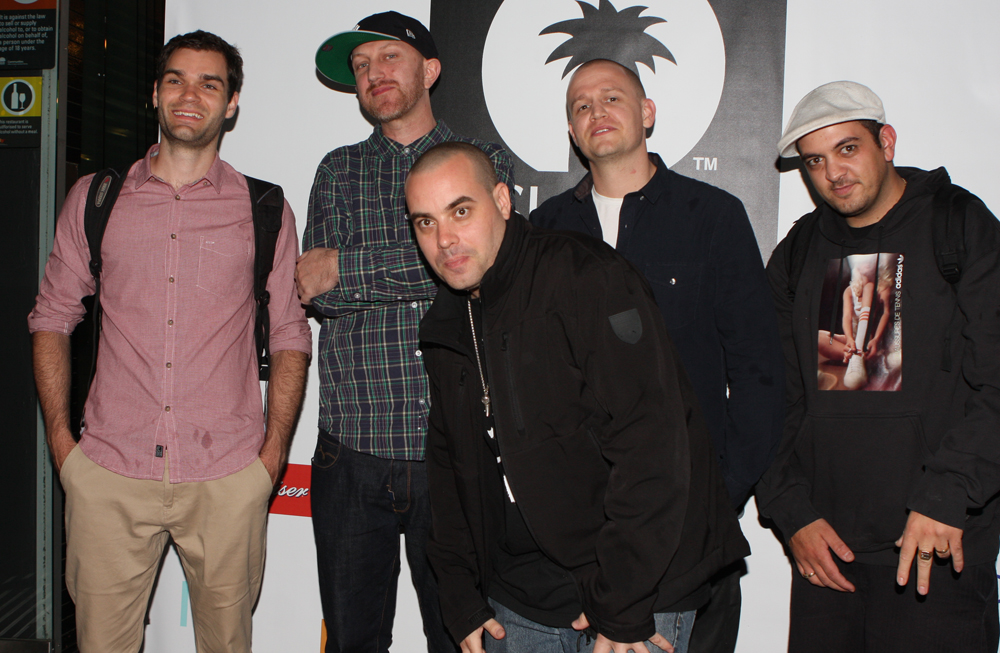
Hilltop Hoods

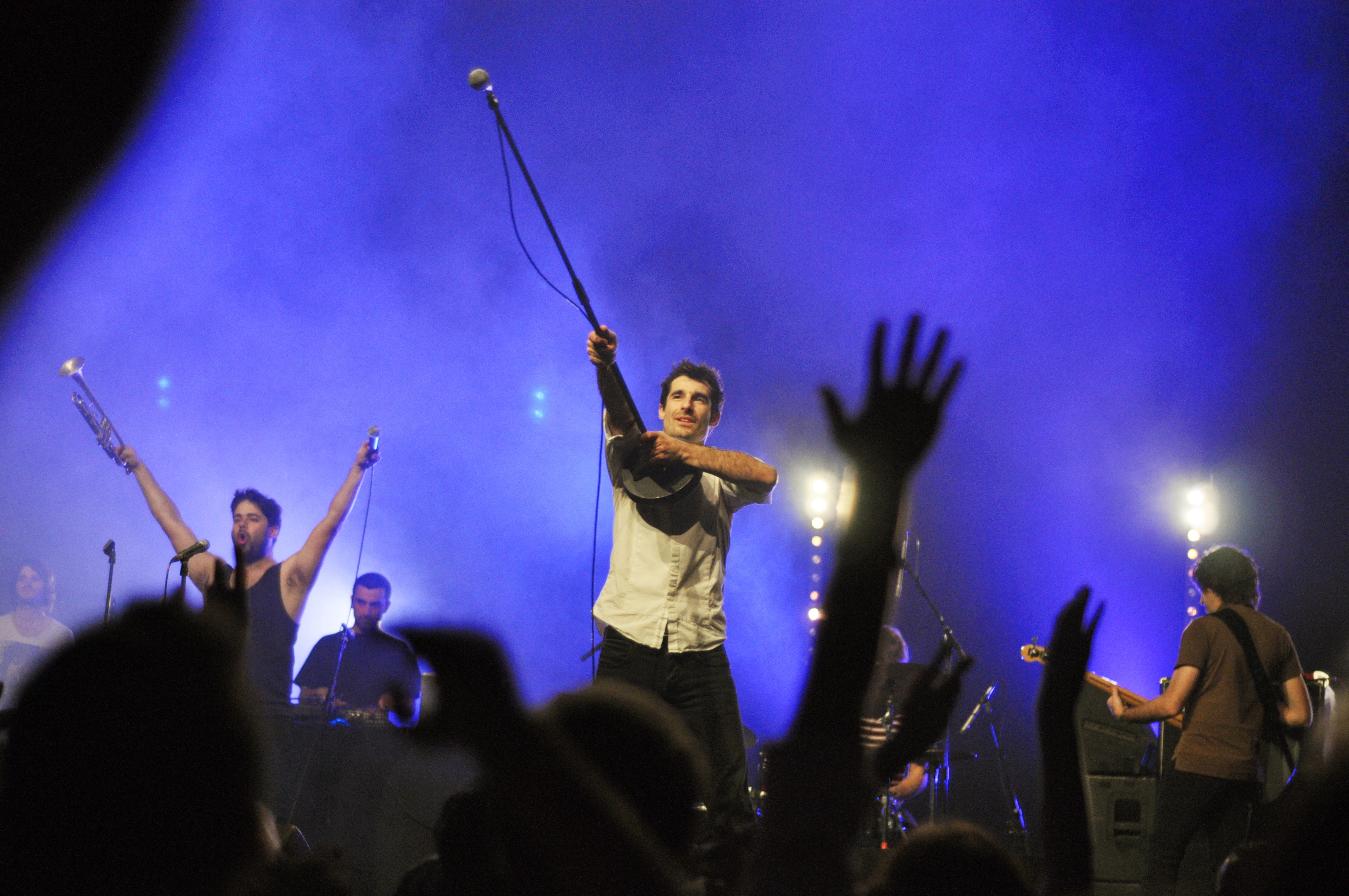
The Cat Empire

### Anfänge
Die erste veröffentlichte, australische Hip-Hop-Aufnahme war Combined Talent (1988) von Just Us. Eine andere bemerkenswerte Aufnahme ist Knights Of The Underground Table (1992) von Def Wish Cast, das sich lokal und auch in Europa gut verkaufte. 1992 wurde auch Postcards From the Edge of the Undersound von Sound Unlimited veröffentlicht. Von Sony rausgebracht, war es das beste für das Jahrzehnt, da es das einzige große Label war, das einen australischen Hip-Hop-Song veröffentlichte.
Die Nutzung des US-amerikanischen oder australischen Akzents von ortsansässigen MCs hat über viele Jahre hinweg hitzige Debatten innerhalb der australischen Hip-Hop-Szene ausgelöst, doch inzwischen hat sich eine wachsende Tendenz der Künstler zum eigenen australischen Akzent und zu Themen aus der australischen Kultur herausgebildet.
Australischer Hip-Hop ist ein Teil der Untergrundszene mit nur wenigen erfolgreichen Hits im letzten Jahrzehnt. Albums und Singles sind von meist unabhängigen Labels veröffentlicht, die die Künstler oft selbst besitzen und leiten.

### Sukzessive Beliebtheit
Obgleich noch weit weg vom Mainstream gewann der australische Hip-Hop in letzten Jahren stark an Beliebtheit. In Erkenntnis der wachsenden Akzeptanz des Hip-Hop führte der einflussreiche Jugendradiosender Triple J die Hip Hop Show ein, welche sich wöchentlich – ehemals von Maya Jupiter und nun von Koolism moderiert – dem Hip-Hop und Rap widmet. Dies half das Profil des australischen Hip-Hops weiter zu schärfen. 2004 führte die Australian Record Industry Association eine neue Kategorie in ihrem jährlichen Preis ein: Best Urban Release. Den zum ersten Mal vergebenen Preis erhielt Koolism.
Die erfolgreichste Hip-Hop-Gruppe Australiens sind die Hilltop Hoods. Sie erreichten Goldstatus für ihr Album The Calling – sozusagen das erste australische Hip-Hop Werk. Dieser Erfolg wurde von den 1200 Techniques widergespiegelt, die mit ihrem Debütalbum Choose One ebenfalls Goldstatus erreichten und sich einen Namen als exzellenter Live-Act aufbauten. Das in Sydney beheimatete Kollektiv The Herd erreichte beachtlichen Erfolg mit seinem zweiten Album An Elefant Never Forgets, das den kontroversen Hit 77& und die Single Burn Down The Parliament enthielt. The Cat Empire, eine Gruppe, die eine Fusion aus vielen Musikstilen, u. a. auch Hip-Hop spielt, hat ebenfalls weitverbreiteten Erfolg. Produzent J Wess – ein ehemaliger Basketballspieler – erreichte ebenfalls immense Verkaufszahlen mit seinem Debüt The J Wess LP.

### Dokumentationen und Porträts
2005 debütierte die Dokumentation Skip Hop des unabhängigen Filmemachers Oriel Guthrie beim Melbourne International Film Festival. Der Film beinhaltet Live Filmmaterial von Freestyle Wettbewerben und bekannten Konzerten in Australien. Außerdem sind Interviews mit den Hilltop Hoods, Def Wish Cast, DJ Peril, The Herd, Danielsan von Koolism und Wicked Force Breakers enthalten.
2017 wurden Horrorshow von Netflix im Rahmen der Promotion für die US-Musical-Drama-Fernsehserie The Get Down porträtiert. Diese behandelt die Entstehung des Hip Hops und Netflix besuchte in diesem Zuge herausragende Hip-Hop-Künstler und stellte die kurzen Porträts online.